# Gomphichis longiscapa
Gomphichis longiscapa är en orkidéart som först beskrevs av Friedrich Fritz Wilhelm Ludwig Kraenzlin, och fick sitt nu gällande namn av Rudolf Schlechter. Gomphichis longiscapa ingår i släktet Gomphichis och familjen orkidéer. Inga underarter finns listade i Catalogue of Life.